# Чаба Кьорьоші
Чаба Кьорьоші (угор. Csaba Kőrösi; 1958) — угорський дипломат. Голова Генеральної Асамблеї ООН з 13 вересня 2022 року. Постійний представник Угорщини при Організації Об'єднаних Націй (2010—2015). Віцепрезидент Генеральної Асамблеї ООН (2011—2012).

## Життєпис
Народився 1958 року. У 1983 році закінчив Московський державний інститут міжнародних відносин. Крім того, він навчався в Єврейському університеті, де вивчав проблеми Близького Сходу. У 1991 році він також закінчив дипломатичний курс в Університеті Лідса, а пізніше — курс стратегічних переговорів у Гарвардському університеті.
Кар'єрний дипломат, він приєднався до Міністерства закордонних справ у 1983 році. На початку своєї кар'єри він був секретарем Департаменту протоколу, Департаменту Близького Сходу та Департаменту Північної Америки, Північної Європи та Ізраїлю.
До цього пан Кьорьоші обіймав посаду заступника глави місії в Посольстві Угорщини в Тель-Авіві. Він також був тимчасовим повіреним у справах посольства Угорщини в Об'єднаних Арабських Еміратах.
З 2006 року пан Кьорьоші був керівником 1-го та 2-го європейських департаментів у Міністерстві закордонних справ. У 2002—2006 роках він був послом Угорщини в Греції. У 2001—2002 роках він обіймав посаду заступника державного секретаря з питань багатосторонньої дипломатії, а також керівника Департаменту НАТО-ЗЄС (Організація Північноатлантичного договору-Західноєвропейського Союзу).
9 вересня 2010 року — вручив вірчі грамоти Генеральному секретарю ООН Пан Гі Муну.
7 червня 2022 року Генеральна Асамблея ООН обрала його головою 77-ї сесії Генеральної асамблеї, обійняв посаду 13 вересня 2022 року.